# Tunagyna
Tunagyna debilis es una especie de araña araneomorfa de la familia Linyphiidae. Es el único miembro del género monotípico Tunagyna.

## Distribución
Se encuentra en Estados Unidos, Canadá y Rusia.